# Frakcionirana kristalizacija (geologija)
Frakcionirana kristalizacija je eden od najpomembnejših geokemijskih in fizikalnih  procesov, ki potekajo v Zemljini skorji in plašču. Frakcionirana kristalizacija je izločanje in odstranjevanje izkristaljenih mineralov iz taline, ki praviloma spremeni prvotno sestavo magme. Frakcionirana kristalizacija v silikatnih talinah (magmah) je v primerjavi s frakcionirano kristalizacijo v kemijskih sistemih pri stalnem tlaku in sestavi mnogo bolj kompleksen proces, ker lahko spremembe tlaka in sestave izjemno vplivajo na razvoj magme.  K spremembam sestave spadajo tudi dodajanje ali odvzemanje vode, ogljikovega dioksida, vodika in kisika. Delni tlak (fugasnost) vode ima na primer v silikatnih talinah odločilno vlogo pri kristaljenju magem z granitsko sestavo v bližini solidusa. Kristalizacijska sekvenca oksidnih mineralov, kakršna sta na primer magnetit in ulvospinel, je občutljiva na fugasnost kisika v talini, ločitev oksidnih faz pa lahko pomembno vpliva na koncentracijo silicijevega dioksida v razvijajoči se magmi in je lahko pomembna pri razvoju andezita.
Kompleksnost procesov so dokazali tudi številni laboratorijski poskusi.
Eden od primerov frakcionirane kristalizacije je kristaljenje taline v mafično in ultramafično kamnino. Med spremenljivkami, ki določajo, ali bo nastajal forsterit olivin ali enstatit piroksen, sta koncentraciji MgO in SiO2, pomembni spremenljivki pa sta tudi vsebnost vode in  tlak. V nekaterih sestavah ima pri visokih tlakih v odsotnosti vode pri kristaljenju prednost enstatit, pri visokih tlakih in prisotnosti vode pa olivin.
Drug primer so granitske magme s približno enako splošno sestavo in temperaturo, iz katerih lahko pri različnih tlakih izkristalijo različni minerali. Največjo možno vsebnost vode v granitskih magmah določa tlak. S frakcionirano kristalizacijo z vodo relativno revne granitske magme  pri visokih temperaturah lahko nastane granit s samo enim alkalnim glinencem, v kristalizaciji z vodo relativno bogate magme pri nizkih temperaturah pa lahko nastane granit z dvema alkalnima glinencema.
Med frakcionirano kristalizacijo se talina bogati z nezdružljivimi elementi. 
Za razumevanje razvoja sestave taline je ključno poznavanje kristalizacijske sekvence.  Zaporedja kristaljenja mineralov pri različnih temperaturah in tlakih je na začetku 20. stoletja preučeval kanadski petrolog N.L. Bowen in jih prikazal v tako imenovanem Bowenovem kristalizacijskem nizu.

## Vir
- Myron G. Best: Igneous and Metamorphic Petrology. W.H. Freemann & Company, San Francisco 1982,  str. 45, ISBN 0-7167-1335-7